# Whaddon, Hilperton
Whaddon är en by i civil parish Hilperton, i distriktet Wiltshire, i grevskapet Wiltshire, i England. Byn är belägen 13 km från Chippenham. Whaddon var en civil parish fram till 1894. Civil parish hade 18 invånare år 1891. Byn nämndes i Domedagsboken (Domesday Book) år 1086, och kallades då Wadone.